# Burrows (circonscription électorale)
Pour les articles homonymes, voir Burrows.
Circonscription électorale provinciale du Canada
Burrows est une circonscription électorale provinciale du Manitoba (Canada). La circonscription correspond à la partie nord de Winnipeg et est nommé en l'honneur de Theodore Arthur Burrows, ancien lieutenant-gouverneur du Manitoba de 1926 à 1929.

## Liste des députés
| Burrows | Burrows             | Burrows       | Burrows        | Burrows     | Burrows |
| Nom     | Nom                 | Parti         | Mandat         | Législature |         |
| ------- | ------------------- | ------------- | -------------- | ----------- | ------- |
|         | John Hawryluk       | CCF           | 1958 - 1959    | 25e         |         |
|         | John Hawryluk       | CCF           | 1959 - 1961    | 26e         |         |
|         | John Hawryluk       | Néo-démocrate | 1961 - 1962    | 26e         |         |
|         | Mark Smerchanski    | Libéral       | 1962 - 1966    | 27e         |         |
|         | Ben Hanuschak       | Néo-démocrate | 1966 - 1969    | 28e         |         |
|         | Ben Hanuschak       | Néo-démocrate | 1969 - 1973    | 29e         |         |
|         | Ben Hanuschak       | Néo-démocrate | 1973 - 1977    | 30e         |         |
|         | Ben Hanuschak       | Néo-démocrate | 1977 - 1981    | 31e         |         |
|         | Ben Hanuschak       | Indépendant   | 1981 - 1981    | 31e         |         |
|         | Ben Hanuschak       | Progressiste  | 1981 - 1981    | 31e         |         |
|         | Conrad Santos       | Néo-démocrate | 1981 - 1986    | 32e         |         |
|         | Conrad Santos       | Néo-démocrate | 1986 - 1988    | 33e         |         |
|         | William Chornopyski | Libéral       | 1988 - 1990    | 34e         |         |
|         | Doug Martindale     | Néo-démocrate | 1990 - 1995    | 35e         |         |
|         | Doug Martindale     | Néo-démocrate | 1995 - 1999    | 36e         |         |
|         | Doug Martindale     | Néo-démocrate | 1999 - 2003    | 37e         |         |
|         | Doug Martindale     | Néo-démocrate | 2003 - 2007    | 38e         |         |
|         | Doug Martindale     | Néo-démocrate | 2007 - 2011    | 39e         |         |
|         | Melanie Wight       | Néo-démocrate | 2011 - 2016    | 40e         |         |
|         | Cindy Lamoureux     | Libéral       | 2016 - 2019    | 41e         |         |
|         | Diljeet Brar (en)   | Néo-démocrate | 2019 - 2023    | 42e         |         |
|         | Diljeet Brar (en)   | Néo-démocrate | 2023 - présent | 43e         |         |